# Riells i Viabrea
Riells i Viabrea – gmina w Hiszpanii, w prowincji Girona, w Katalonii, o powierzchni 26,98 km². W 2011 roku gmina liczyła 3980 mieszkańców.